# بژی (بانه)
بژی یک روستا در ایران است که در دهستان بوئین واقع شده‌است. بژی ۱۹۹ نفر جمعیت دارد.